# Don Putnam
James Donald "Don" Putnam (Wray, Colorado, 13 de noviembre de 1922-Mesa, Colorado, 29 de junio de 2006) fue un jugador de baloncesto estadounidense que disputó cuatro temporadas entre la BAA y la NBA. Con 1,85 metros de estatura, jugaba en la posición de base.

## Trayectoria deportiva

### Universidad
Jugó durante su etapa universitaria con los Pioneers de la Universidad de Denver, convirtiéndose junto con Fred Jacobs en los primeros jugadores salidos de dicha institución en jugar en la BAA o la NBA.

### Profesional
En 1946 fichó por los St. Louis Bombers de la recién creada BAA, donde jugó cuatro temporadas, siendo la más destacada la primera de ellas, en la que promedió 6,6 puntos por partido. En 1950 el equipo desapareció, produciéndose un draft de dispersión, en el que fue elegido por los Washington Capitols, pero no llegó a debutar con el equipo, retirándose del baloncesto en activo.

## Estadísticas en la BAA

### Temporada regular
| Año     | Equipo    | PJ  | %TC  | %TL  | APP | PPP |
| ------- | --------- | --- | ---- | ---- | --- | --- |
| 1946–47 | St. Louis | 58  | .246 | .648 | .5  | 6.6 |
| 1947–48 | St. Louis | 42  | .263 | .679 | .6  | 6.4 |
| 1948–49 | St. Louis | 59  | .297 | .536 | 2.4 | 4.2 |
| 1949-50 | St. Louis | 57  | .262 | .635 | 1.6 | 2.4 |
| Total   | Total     | 216 | .262 | .621 | 1.3 | 4.8 |

### Playoffs
| Año   | Equipo    | PJ | %TC  | %TL  | APP | PPP |
| ----- | --------- | -- | ---- | ---- | --- | --- |
| 1947  | St. Louis | 3  | .292 | .250 | .3  | 5.0 |
| 1948  | St. Louis | 7  | .182 | .583 | .7  | 3.3 |
| 1949  | St. Louis | 2  | .182 | .000 | 2.0 | 2.0 |
| Total | Total     | 12 | .215 | .421 | .8  | 3.5 |